# Федосеевское
Федосе́евское — село в Свечинском муниципальном округе Кировской области России.

## География
Село находится в западной части Кировской области, в подзоне южной тайги, в пределах Волжско-Ветлужской равнины, к западу от реки Юма, на расстоянии приблизительно 14 км (по прямой) к юго-востоку от посёлка городского типа Свеча, административного центра района. Абсолютная высота — 117 м над уровнем моря.
Климат
Климат характеризуется как континентальный, умеренно холодный. Среднегодовая температура — 1,5 °C. Абсолютный минимум температуры воздуха самого холодного месяца (января) составляет −45 °C; абсолютный максимум самого тёплого месяца (июля) — 37 °C. Годовое количество атмосферных осадков — 687 мм.

## Население
| 2010 |
| ---- |
| 0    |